# 植岡喜晴
植岡 喜晴（うえおか よしはる、1954年- 2022年4月10日）は日本の映画監督、脚本家。兵庫県出身

## 経歴
大学卒業後広告代理店に勤めるが退社。長編8mm『夢で逢いましょう』を旧SABホールで上映し80年代初頭に関西自主制作映画の中心人物の一人となった。
1987年にはつみきみほ主演の『精霊のささやき』で劇場映画デビュー。その後、テレビ作品などを撮るとともに、万田邦敏、井川耕一郎、西山洋市らと映画美学校の講師を務める。
2000年、映画美学校フィクション・コース高等科のカリキュラムの一環として受講生とコラボレートした『月へ行く』を監督、2001年にアテネ・フランセ文化センターにて、万田邦敏『夜の足跡』、井川耕一郎『寝耳に水』、西山洋市『桶屋』とともに上映される。

## フィルモグラフィー
- 眠れる森の吸血鬼（1978年） - 監督
- WONDER WALL（1980年） - 監督
- 夢で逢いましょう（1984年） - 監督
- 奇術師（1985年） - 監督
- 精霊のささやき（1987年） - 監督
- 恋のそよ風（1988年） - 監督
- ひととしっく（1988年） - 監督
- 帝都大戦（1989年） - 脚本
- 月へ行く（2001年） - 監督
- Look of Love（2005年） - 監督
- ヤクザと地底人間（2006年） - 監督
- ミニチカ 完全版（2011年） - 出演
- 青春H ring my bell（2011年） - 出演